# Geiselwind
Geiselwind je grad u okrugu Kitzingen u Njemačkoj. Ima oko 2300 stanovnika.

## Geografija

### Smještaj
Geiselwind se danas nalazi u Bavarskoj (Würzburg). Do administrativne reforme, Geiselwind je pripadao regiji Srednje Frankonije. Na rubu općinskog područja nalazi se Dreifrankenstein, gdje se sastaju regije Donja Frankonija, Srednja Frankonija i Gornja Frankonija.

### Podjela
Geiselwind ima sljedeća sela (Ortsteile): Burggrub, Dürrnbuch, Ebersbrunn, Füttersee, Geiselwind, Gräfenneuses, Holzberndorf, Ilmenau, Langenberg, Rehweiler, Wasserberndorf i Freihaslach.

## Povijest
Ime Geiselwind datira iz 8. stoljeća. U to vrijeme, po dekretu njemačkog cara, Vendi su bili naseljeni na području Frankonije.
Tržište Geiselwind u današnjoj Donjoj Frankoniji pripadalo je Grofoviji Schwarzenberg. 1806. godine, mjesto je postalo dio Bavarske. U sklopu administrativnih reformi Bavarske, današnja općina je stvorena općinskim ediktom iz 1818. godine.